# Lougratte
Lougratte é uma comuna francesa na região administrativa da Nova Aquitânia, no departamento Lot-et-Garonne. Estende-se por uma área de 20,2 km². Em 2010 a comuna tinha 413 habitantes (densidade: 20,4 hab./km²).